# The Soothsayer

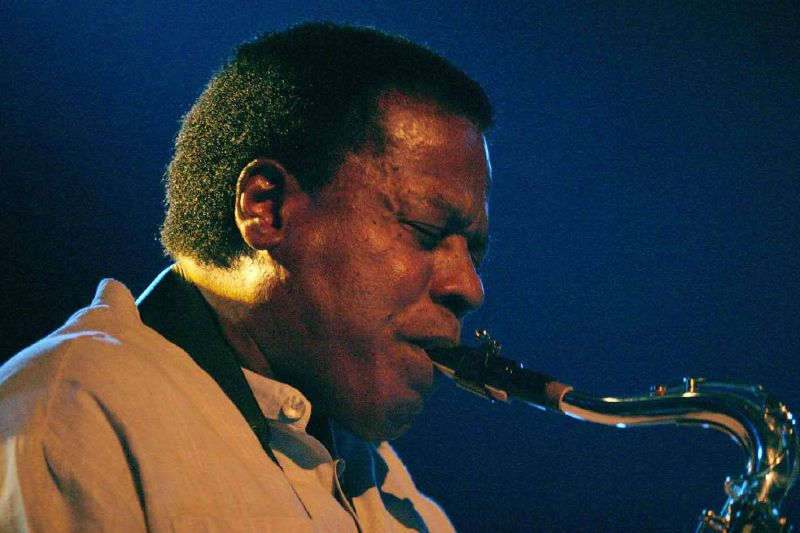
Wayne Shorter

The Soothsayer ist ein Jazz-Album von Wayne Shorter, das am 4. März 1965 im Studio von Rudy Van Gelder in Englewood Cliffs, New Jersey aufgenommen, aber erst 1979 vom japanischen Ableger des Blue Note Labels veröffentlicht wurde. Die erste CD-Ausgabe auf dem internationalen Markt (mit einem bisher unveröffentlichten Titel) erfolgte 1990.

## Das Album

### Vorgeschichte des Albums
Das Studioalbum The Soothsayer (dt. Der Wahrsager) war nach den Aufnahmen im Dezember 1964 für die LP Speak No Evil die vierte Aufnahmesession des Tenorsaxophonisten unter eigenem Namen für Alfred Lions Label; dieser hielt die Veröffentlichung jedoch zunächst zurück. Nachdem Shorter bei den vorausgegangenen Blue-Note-Alben als alleinige Bläser (JuJu) oder mit einem Trompeter – mit Lee Morgan auf Night Dreamer bzw. Freddie Hubbard auf Speak No Evil – gespielt hatte, erweiterte er für diese Session die Combobesetzung mit Hubbard um den Altsaxophonisten James Spaulding zum Sextett; die Rhythmusgruppe bildeten McCoy Tyner (Piano), der schon bei vorangegangenen Sessions mitgewirkt hatte, sowie seine beiden Kollegen aus dem Miles-Davis-Quintett, dem Shorter seit einem halben Jahr angehörte, Ron Carter (Bass) und Tony Williams (Schlagzeug). Für das erweiterte Konzept griff Shorter auf seine Erfahrungen als Arrangeur für Maynard Ferguson, in der Frontline aus drei Bläsern der Jazz Messengers und schließlich auf seine Arbeit als künstlerischer Leiter bei der Aufnahme des Albums The Body and the Soul (1963) von Freddie Hubbard zurück.
Der Anfang des Jahres 1965, als Shorter The Soothsayer aufnahm, war eine gute Zeit für Shorter, schrieb Chris May in All About Jazz, nach fünf Jahren mit dem Schlagzeuger und Bandleader Art Blakey, wo er als Musiker, Komponist und schließlich auch als musikalischer Direktor fungiert hatte, war der Saxophonist schließlich Mitglied des legendären zweiten Quintetts von Miles Davis geworden.
Zwei Monate vor The Soothsayer war das erste einer Reihe von Studioalben mit Miles Davis, E.S.P. (Columbia, 1965) entstanden, im Juli bei Blue Note Et Cetera und im Oktober 1965 The All Seeing Eye. Es war „die überreiche Auswahl“ an Material bei Blue Note, so Chris May, die dazu führte, dass The Soothsayer zunächst zurückgestellt wurde, um Platz für strukturell ambitioniertere Alben wie The All Seeing Eye zu machen. Als Shorter schließlich die Miles-Davis-Band verließ, um mit Weather Report zu arbeiten, wurde The Soothsayer zeitweise – bedingt durch die musikalische Entwicklung Shorters – übersehen und erst 1979 – im Zuge Shorters zunehmender Popularität – veröffentlicht.

### Die Musik des Albums
In einer drei Jahre währenden produktiven Periode schrieb und arrangierte Shorter siebzehn Kompositionen für die Miles-Davis-Band und daneben etwa zwanzig Kompositionen für seine eigenen Alben als Bandleader. Fünf dieser Stücke wurden hier zum ersten Mal eingespielt, hinzu kam eine Bearbeitung von Jean Sibelius’ „Valse triste“.
Das Album beginnt mit „Lost“, „einem eleganten Original im Medium-Tempo“ mit Solos von Shorter, Hubbard, Spaulding und Tayner. Diese Version habe Wayne Shorter erst wieder für Weather Report (Live in Tokyo 1972) in bearbeiteter Form verwendet, ao Michael Cuscuna.

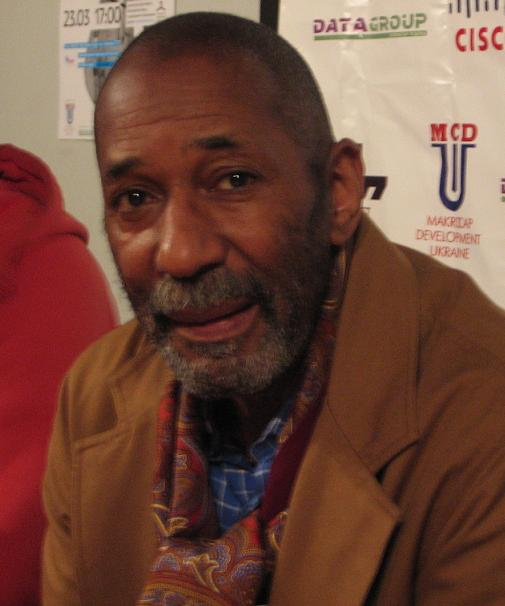
Ron Carter; 2008

In „Angola“ hat auch Tony Williams ein Solo, der Titel erinnert Cuscuna an die typischen Nummern im Medium-Tempo, die Shorter in das Repertoire der Jazz Messengers einbrachte. „The Big Push“ fällt durch seine ungewöhnlichen rhythmischen und melodischen Wendungen auf; nach Ansicht von Bob Blumenthal sei der Titel kein lang-metrischer Blues im Stile von Lee Morgans „The Sidewinder“ mehr; vielmehr „wiesen die harmonischen Bewegungen, kombiniert mit dem rhythmischen Verlauf der Melodie, in neue Richtungen.“
Das Titelstück „The Soothsayer“ ist ein Feature für die beiden Saxophonisten, nach Ansicht von Cuscuna trägt Shorter dazu mit „fragmentarisch punktuierten Linien bei, die für seinen Stil der 1960er Jahre typisch waren“.
Eine typische Shorter-Ballade ist „Lady Day“, seine Hommage an Billie Holiday, mit einem gefühlvollen Solo von McCoy Tyner. Stilistisch sei der Titel von Shorters „Infant Eyes“ (dem Vorgängeralbum) beeinflusst. Drei Monate vor der Session hatte der Saxophonist für Speak No Evil den Titel „Dance Cadaverous“ eingespielt, der von Jean Sibelius Stück „Valse Triste“ inspiriert war. Hier arrangierte Shorter Sibelius’ Musik neu für Sextett-Besetzung mit Solos für alle Musiker außer Tony Williams.

## Bewertung des Albums

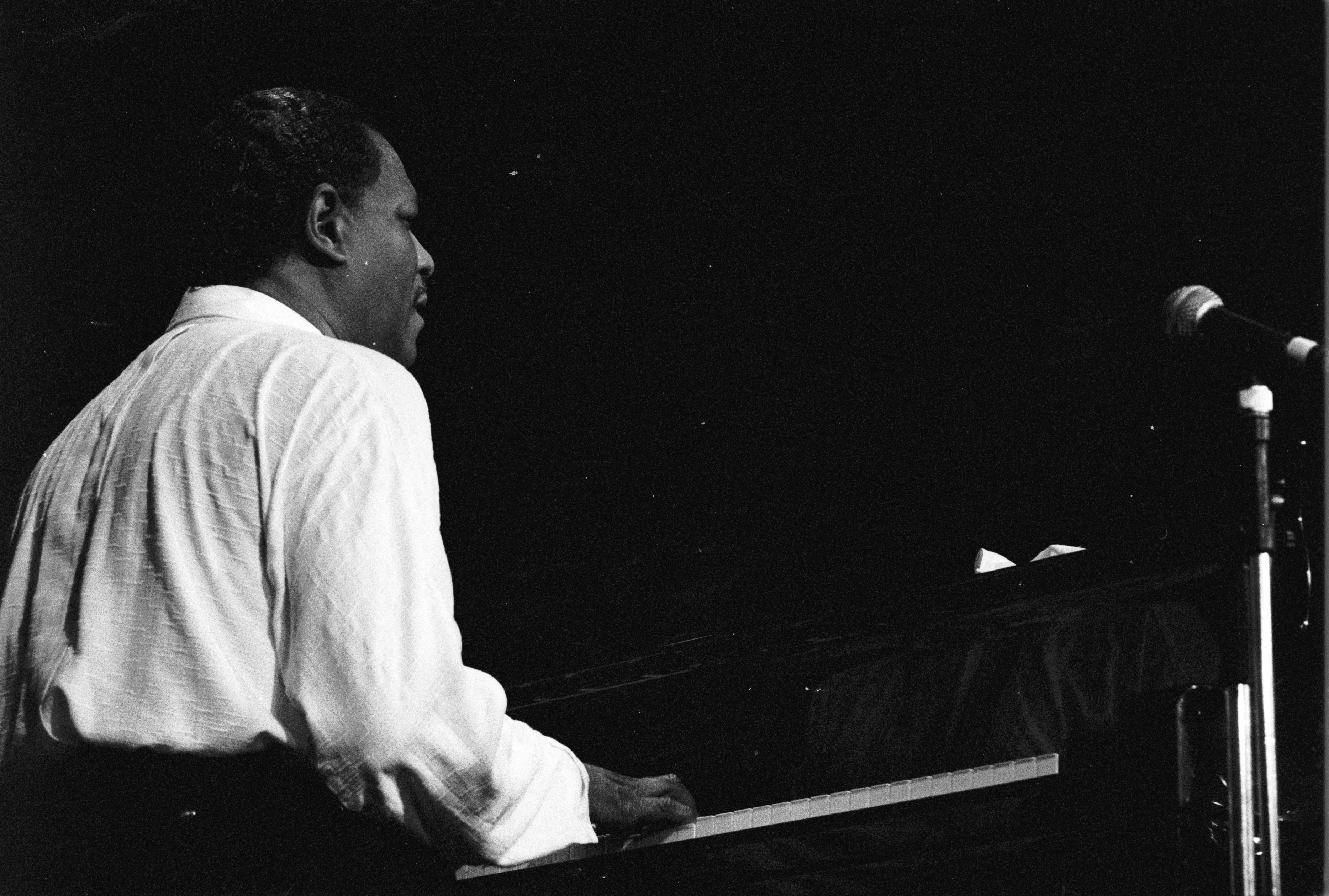
Tyner (1989)

Der Kritiker Bob Blumenthal lobte das Album bei der Neuausgabe des Albums in der Rudy Van Gelder-Edition (2007) besonders angesichts der bisher unbekannt gebliebenen Kompositionen Shorters wie „Angola“, „The Big Push“ und „Lady Day“. Er erwähnt auch, dass die zum Mastertitel ausgewählte Version von „Angola“ die schnellere ist, aber nicht die qualitativ bessere gewesen sei (diese befindet sich als Alternative Take in der Neuausgabe von 2007).
Bei Allmusic, das dem Album die zweithöchste Note verlieh, nannte Stacia Proefrock das vorliegende Album „Teil einer Explosion“ von Soloalben, die Shorter nach seinem Eintritt in die Miles-Davis-Band eingespielt habe, Es sei nicht nachzuvollziehen, dass The Soothsayer bis Ende der 1970er Jahre zurückgehalten wurde, denn es könne sich durchaus mit seinen weiteren Arbeiten aus dieser unglaublich fruchtbaren Periode messen. Shorter, der von Davis’ „idea man“ genannt wurde, offenbare hier ein Maß an Kreativität und Tiefgang, das diesen Spitznamen erklärlich mache.
Richard Cook und Brian Morton betonen in ihrer Besprechung des Albums, das sie mit der zweithöchste Bewertung auszeichneten, dass die beiden später erschienenen Alben zwar etwas gegenüber den zeitgleich entstandenen Werken (etwa Speak No Evil oder Adam's Apple) abfalle, dennoch herausfordernde Produktionen seien.
Chris May merkte zu dem Album in All About Jazz an, es sei – obwohl es im Schatten von Wayne Shorters Speak No Evil (1964) stehe – ein solides und zeitloses Album – trotz der fünfzehn Jahre, die zwischen Aufnahme- und Veröffentlichungsdatum der Aufnahme liegen.
Neben Shorters „virilem Spiel“ beeindrucke das Album vor allem durch die Gegenwart des jungen Tony Williams (Shorters reguläre Drummer zu dieser Zeit waren Elvin Jones und Joe Chambers), der mit einem einfallsreichen Solo in „Angola“ brilliere und durch die Geschlossenheit von Shorters Stücken. „Lost“, der Opener, sei „der vollkommene Shorter dieser Periode“. Zu seinem Sibelius-Arrangement merkt der Autor an, dass der Begriff ’Dekonstruktion zwar 1965 noch nicht zum Vokabular des Jazz gehört habe, „dekonstruieren sei aber genau das, was Shorter hier tue, gefühlvoll und engagiert“.

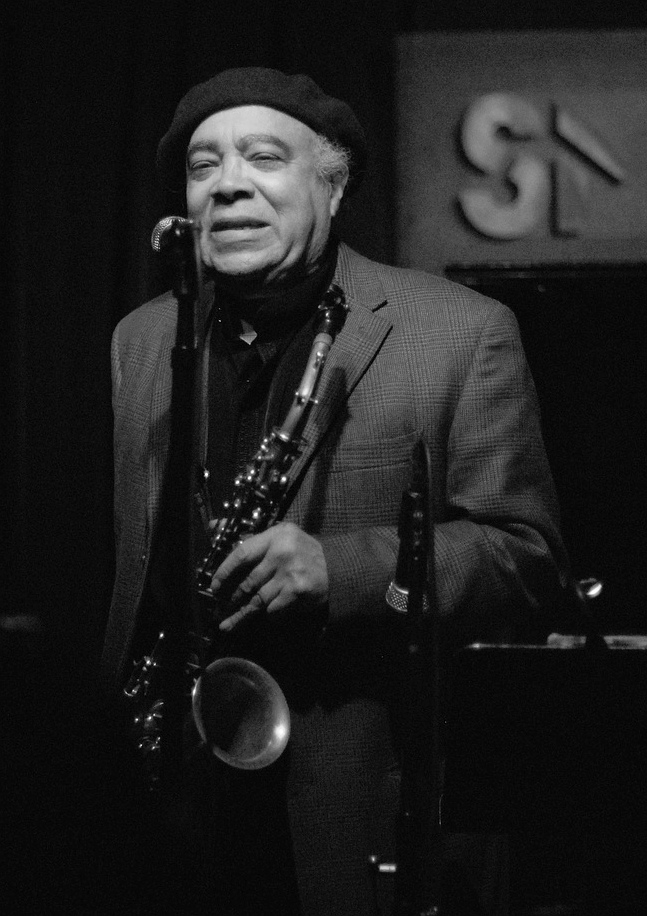
James Spaulding, 2006

## Die Titel
- Wayne Shorter – The Soothsayer (Blue Note (Japan) GXF 3054, (J) GXK 8152, LT 988, CDP 7 84443-2)

1. Lost – 7:20
2. Angola – 4:56
3. The Big Push – 8:23
4. The Soothsayer – 9:40
5. Lady Day – 5:36
6. Valse Triste (Sibelius) – 7:45
7. Angola [alternate take] – 6:41

(Alle Kompositionen stammen, soweit nicht anders angegeben, von Shorter)

## Schrifttum/Einzelnachweise
1. 1 2 3 4  
Michael Cuscuna: Original Liner Notes von The Soothsayer, 1979
2. 1 2 3  
Chris May: Besprechung des Albums in All About Jazz 2008
3. ↑  100 Great Jazz Albums
4. 1 2  
Bob Blumenthal: Liner Notes von The Soothsayer, 2007
5. ↑  
Richard Cook, Brian Morton: The Penguin Guide to Jazz Recordings. 8. Auflage. Penguin, London 2006, ISBN 0-14-102327-9, S. 1189.

## Weitere Anmerkungen
1. ↑  Michael Cuscuna erwähnt auch, dass die Session eine der seltenen Begegnungen McCoy Tyners und Tony Williams war; die beiden spielten erst wieder 1977 bei den Aufnahmen von Tyners Supertrios (Milestone) miteinander. Er erinnert auch daran, dass die Band V.S.O.P. (bis auf Tyner und Spaulding) dieser Besetzung entsprach, hinzu kam dabei Herbie Hancock.
2. ↑  Bob Blumenthal erinnerte in den Liner Notes (2007) daran, dass auch die Bänder des Folgealbums Et Cetera bis 1980 in den Archiven blieben.
3. ↑  Lost war Teil eines 19-minütigen Medleys, das die Band im Januar 1972 in Tokio spielte.
4. ↑  gemeint ist Et Cetera, auf dem „der freieste Wayne Shorter der 1960er Jahre zu hören sei“, so Cook/Morton in ihrer Besprechung.
5. ↑  Im Original: „quintessential Shorter“ of the period.